# Hialose asteroide
A hialose asteroides é uma condição degenerativa do olho envolvendo pequenas opacidades brancas no humor vítreo. Sabe-se que ocorre em humanos, cães, gatos, cavalos e chinchilas. Clinicamente, essas opacidades são bastante refratárias, dando a aparência de estrelas (ou asteroides) brilhando no céu noturno — exceto que os asteroides oculares são frequentemente bastante móveis. Os asteroides oculares devem ser diferenciados dos flutuadores vítreos típicos mais comuns, que geralmente são condensados fibrilares ou celulares. A causa da hialose de asteroides é desconhecida, mas tem sido associada a diabetes mellitus, hipertensão, hipercolesterolemia e, em certos animais, tumores do corpo ciliar. Em cães, a hialose de asteroides é considerada uma alteração relacionada à idade. Os corpos asteróides são compostos de hidroxiapatita, que por sua vez consiste em cálcio e fosfatos ou fosfolipídios. Embora a hialose de asteroides geralmente não afete gravemente a visão, as opacidades flutuantes podem ser bastante irritantes e podem interferir significativamente na visualização e no teste da retina. Embora o tratamento da hialose de asteroides seja geralmente desnecessário, a vitrectomia pode ocasionalmente ser indicada, tanto para fins diagnósticos quanto terapêuticos.